# Vega Cerezo
Vega Cerezo Martín (Murcia, 1970) es una poeta y escritora española.

## Trayectoria
Cerezo es diplomada en Biblioteconomía y Documentación por la Universidad de Murcia y especialista en Gestión Cultural y Economía de las Industrias por la misma universidad.
Sus primeros poemarios, La Sirena dormida (2010) y Yo soy un país (2013), fueron publicados por la editorial murciana Raspabook. En 2014 la edición electrónica de Yo soy un país incluyó la traducción al inglés de algunos de estos poemas realizada por el también poeta Ángel Paniagua, y ese mismo año, participó con esta obra en la IX edición de los Premios Mandarache de Cartagena dentro del apartado de Escritor Regional Invitado.
Cerezo ha prestado su poesía a numerosos proyectos en los que existe un componente de reivindicación. Por este motivo, algunos de sus poemas han aparecido en Animales entre animales, una antología animalista, publicada en 2014 por Raspabook, que destina todos sus beneficios a las protectoras de animales. Al año siguiente, en 2015, y de la mano de la escritora mexicana Ana Matías Rendón, Cerezo participó en la publicación sobre el caso Ayotzinapa titulada Los 43 poetas por Ayotzinapa. Esta antología se realizó en honor a los 43 estudiantes desaparecidos el 26 de septiembre de 2014 en la Escuela Normal Rural de Ayotzinapa en la localidad de Ayotzinapa. Posteriormente, en 2016, participó en el libro Contra. Poesía ante la represión impulsado por la Coordinadora Anti Represión de la Región de Murcia, y dedicado a la poetisa fallecida en 2011, Patricia Heras.
Fue cofundadora de la revista sociocultural Entrelineas, de Alhama de Murcia, colabora con programas de radio como, entre otros, A tu aire de Radio Chinchilla, y participar regularmente en recitales de poesía y mesas redonda literarias como "Mursiya Poética" o La Mar de Letras, la sección literaria del festival La Mar de Músicas de Cartagena.
Desde 2020, Cerezo es la presidenta del equipo de fútbol Caravaca femenino de Caravaca de la Cruz. Se trata de un equipo de fútbol formado por mujeres de entre 14 y 33 años de diferentes nacionalidades.

## Reconocimientos
En 1998 Cerezo fue la ganadora de la V Edición del Concurso de Cuentos "Villa Condal de Cidfuentes" de Guadalajara en la categoría de adultos con el relato que llevaba por título Bienvenido a California.

## Obra
- 2010 – La sirena dormida. Editorial Raspabook. ISBN 978-84-946307-2-9
- 2013 – Yo soy un país. Editorial Raspabook. ISBN 978-84-9413-720-4
- 2017 – Lo Salvaje. Editorial Raspabook. ISBN 978-84-9463-079-8